# 郎永淳
郎永淳（1971年7月23日—），江苏省徐州市睢宁县人，原中国电视节目主持人，曾担任中国中央电视台《新闻联播》主持人。现为到家集团首席公共事务官、蓝领服务筹备项目负责人。

## 生平
1971年7月23日，郎永淳出生于江苏省徐州市睢宁县。1989年起，郎永淳在南京中医学院针灸专业学习五年。1994年毕业后，郎永淳考入北京广播学院（中国传媒大学的前身）播音系。1995年，郎永淳在中国中央电视台主持《新闻30分》节目。2011年8月，郎永淳和欧阳夏丹成为《新闻联播》主播，2011年9月25日两人首次亮相《新闻联播》。他还先后读了湖南大学工商管理学院管理科学与工程专业，中国人民大学EMBA，北京大学光华管理学院EBA项目。
2015年9月2日，有知情人士爆料，郎永淳已经从中国中央电视台辞职，离开传媒界，当天他最后一次主持了《新闻联播》。郎永淳的一位好友在接受媒体采访时称，郎永淳把家庭看得很重，他辞职是为了照顾患乳腺癌的妻子和无人照料的孩子，是经过深思熟虑的决定。辞职后，郎永淳投身钢铁行业。2016年1月15日，找钢网在上海举行新一轮战略融资发布会，郎永淳以找钢网高级副总裁兼首席战略官的身份亮相。
2017年10月5日，郎永淳酒后驾驶小型越野客车，在北京市朝阳区西大望路八王坟路口发生交通事故，10月6日因涉嫌危险驾驶罪被北京市公安局朝阳分局依法刑事拘留，10月16日被移送检察机关，郎永淳在检察环节认罪认罚，随后被起诉至北京市朝阳区人民法院。11月3日，北京市朝阳人民法院对郎永淳危险驾驶案公开开庭审理并当庭判决，以被告人郎永淳犯危险驾驶罪判处其拘役三个月，并处罚金四千元。
郎永淳出狱后，于2019年9月被河北传媒学院受聘为播音主持艺术专业学科带头人、艺术硕士（播音主持方向）硕士生导师。2020年6月，郎永淳加入到家集团，担任首席公共事务官及蓝领服务筹备项目负责人。

## 主持节目
- 《我的今日之最》
- 《新闻直播间》
- 《法治在线》
- 《朝闻天下》
- 《新闻联播》
- 《新闻30分》

## 著作
- 郎永淳; 吴萍. . 湖北省: 长江文艺出版社. 2014.

## 家庭
- 妻：吴萍，是郎永淳的同班同学，两人1997年结婚，吴萍是《计算机世界》的编辑。[3][1][2]吴萍罹患乳腺癌，两人育有一子，2014年报道其子已赴美国留学。[16]